# Улица Алисес
Улица А́лисес (латыш. Alīses iela) — улица в Курземском районе города Риги, в историческом районе Агенскалнс. Начинается от улицы Калнциема, пролегает в северо-западном направлении до перекрёстка с улицей Агенскална. При пересечении с улицей Кристапа делает ступенчатый излом, образуя два отдельных Т-образных перекрёстка.
Общая длина улицы Алисес составляет 508 метров, из которых 52 метра совпадает с трассой улицы Кристапа. На всём протяжении асфальтирована, имеет две полосы, разрешено движение в обоих направлениях. Общественный транспорт по улице Алисес не курсирует.

## История
Улица возникла в конце XIX века как частная улица на территории усадьбы Шварцмуйжа. В эти годы она называлась Луизенская улица (нем. Louisenstrasse, латыш. Luīzes iela), однако в городских документах это название не встречается. Официальное название — Алисовская (Алисенская) улица (нем. Alicenstrasse, латыш. Alīses iela) — присвоено в 1901 году; в последующем оно более не изменялось.
Первоначально была застроена лишь часть улицы Алисес между улицами Калнциема и Кристапа; её продолжение было проложено уже после Второй мировой войны. Чётную сторону этой «новой» части улицы занимает микрорайон Агенскалнские Сосны.

## Застройка
- В доме № 3а (ныне окружное управление полиции) до 1990-х годов размещался приют для детей из неблагополучных семей, которому посвящена песня Яниса Лусенса на слова Нормунда Бельского «Alises iela», получившая известность в исполнении Родриго Фоминса[5]. В 2018 году эта песня вошла в число ста лучших латышских песен всех времён[6] согласно опросу, проведённому Radio SWH к 100-летию Латвийской Республики.
- Дом № 4 — водонапорная башня, в разговорной речи называемая «Алиса»[7] (1910–1911, архитектор Вильгельм Бокслаф; в 1939 году по проекту П. Павуланса башня была перестроена и стала на 7,5 м выше). Памятник архитектуры государственного значения[8].
- Дом № 5, ориентированный главным фасадом вдоль ул. Кристапа, — доходный дом (1913–1914, архитектор Э. Фризендорф)[3].

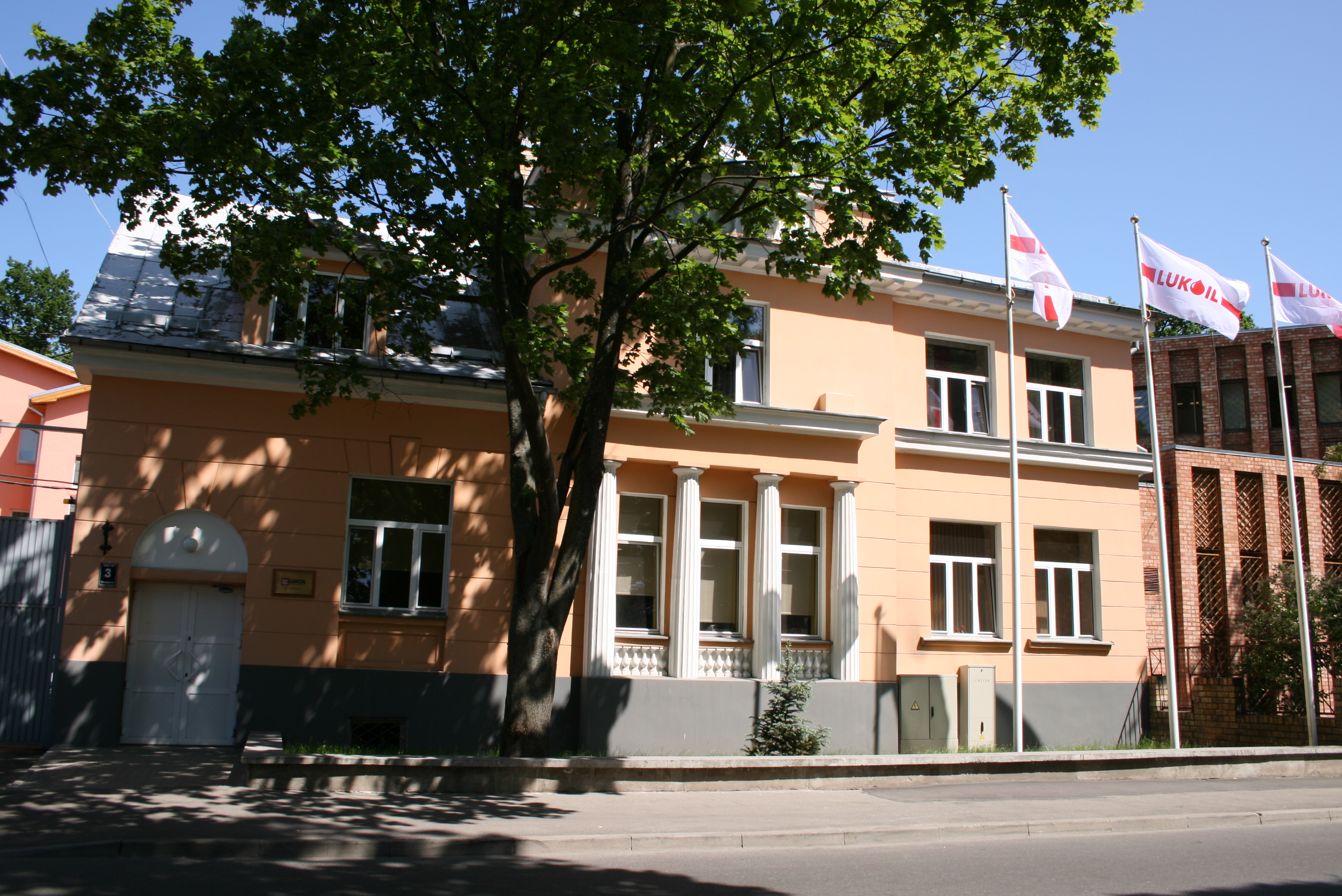
Дом № 3
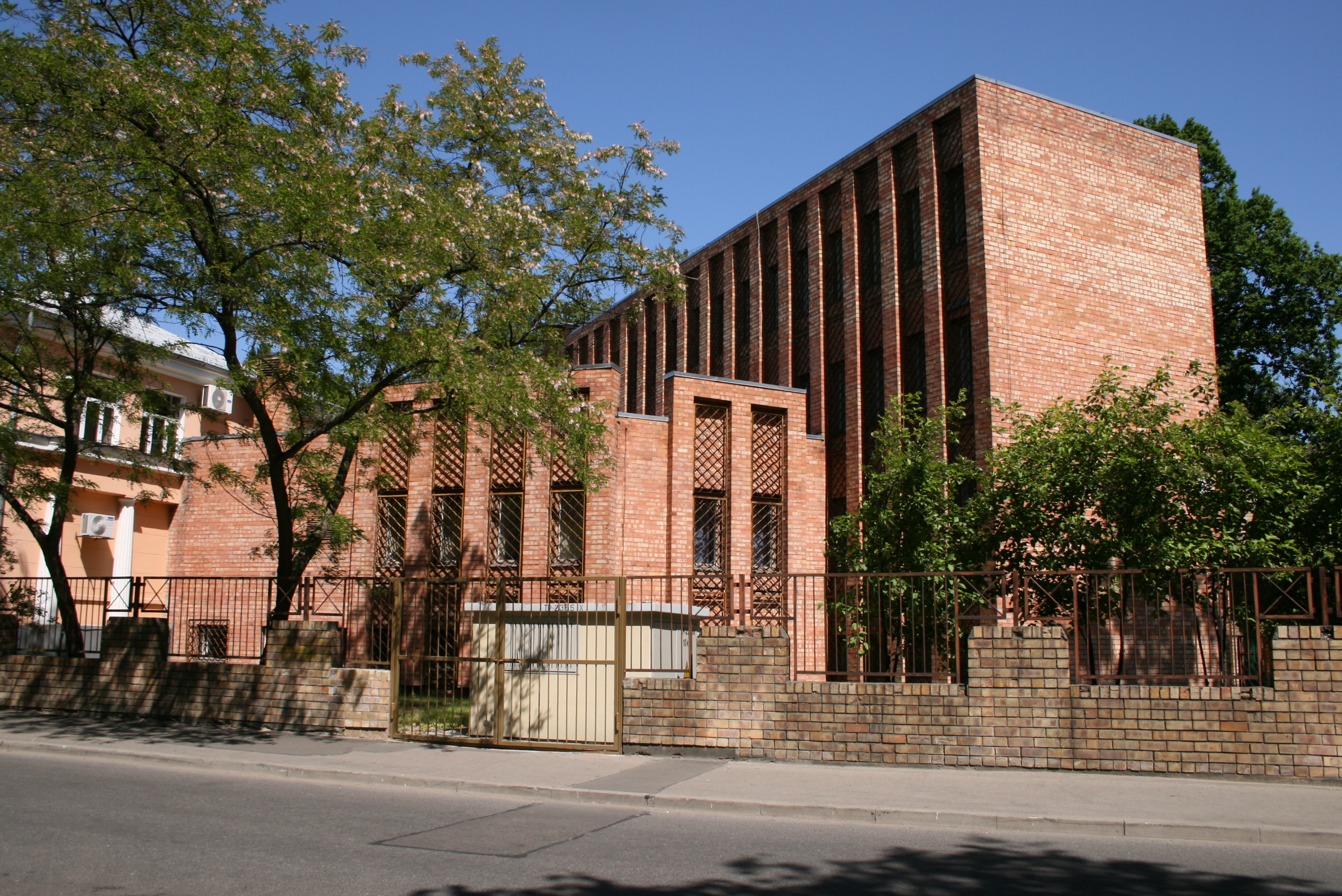
Дом № 3а
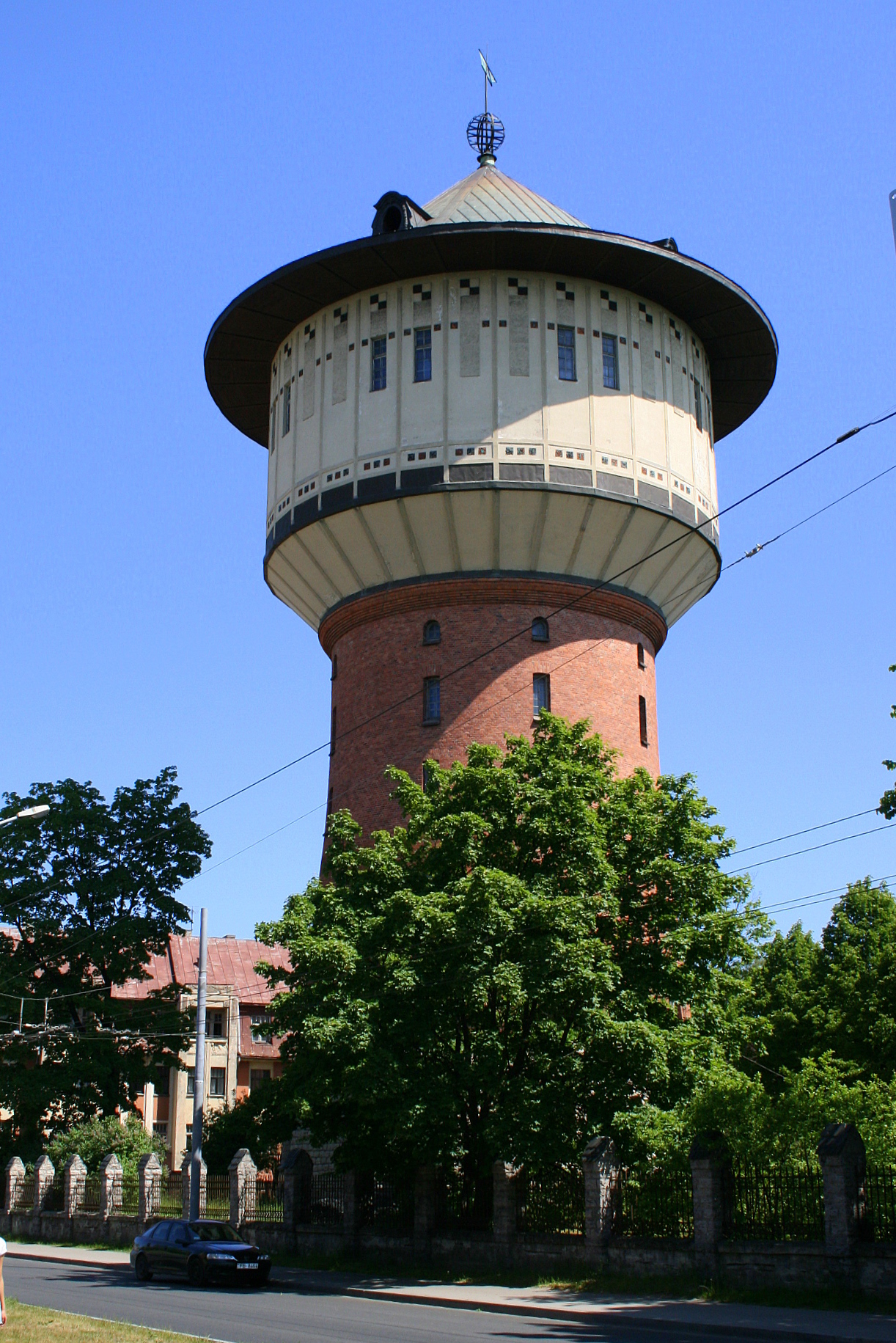
Водонапорная башня
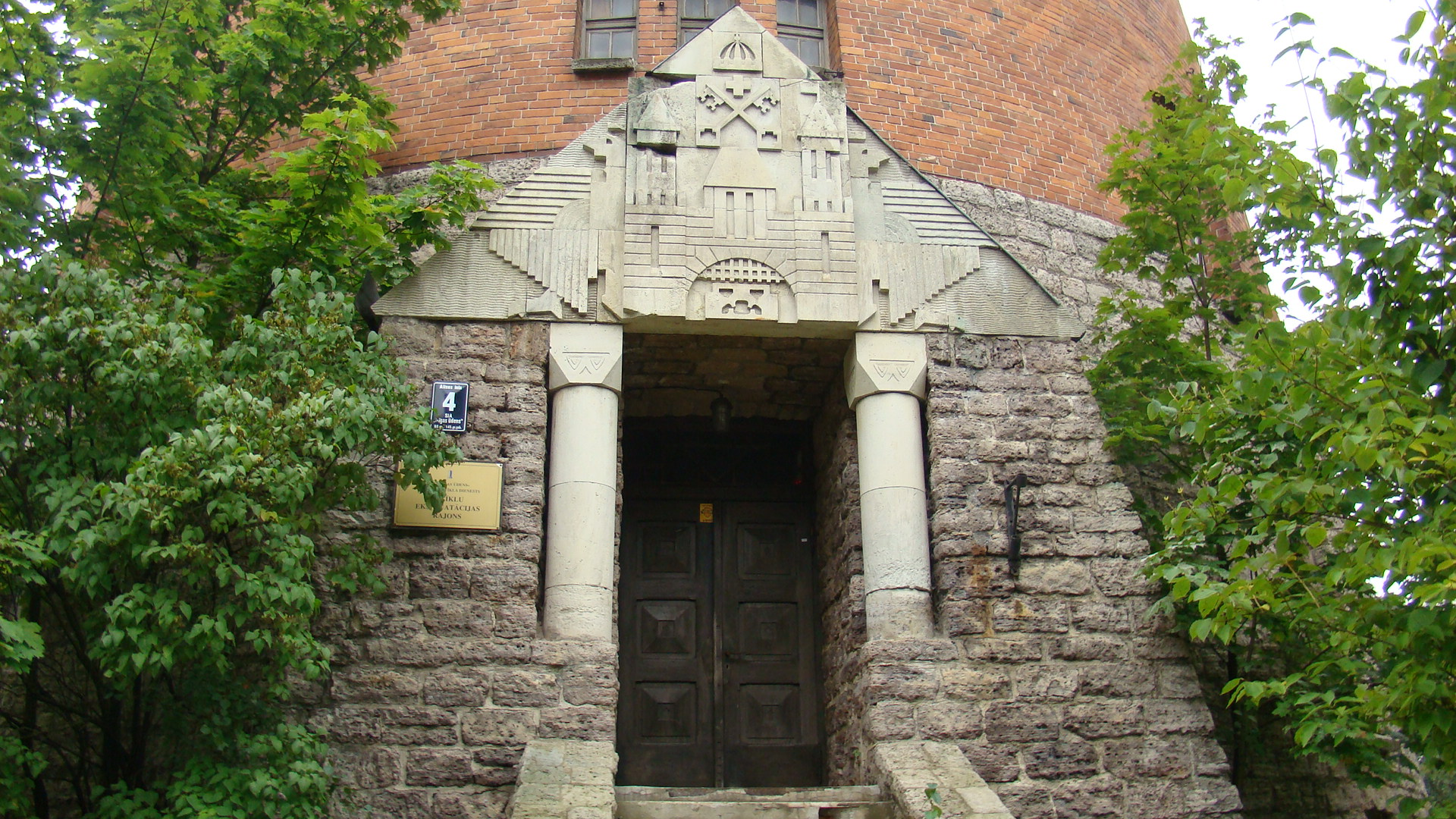
Барельеф на водонапорной башне
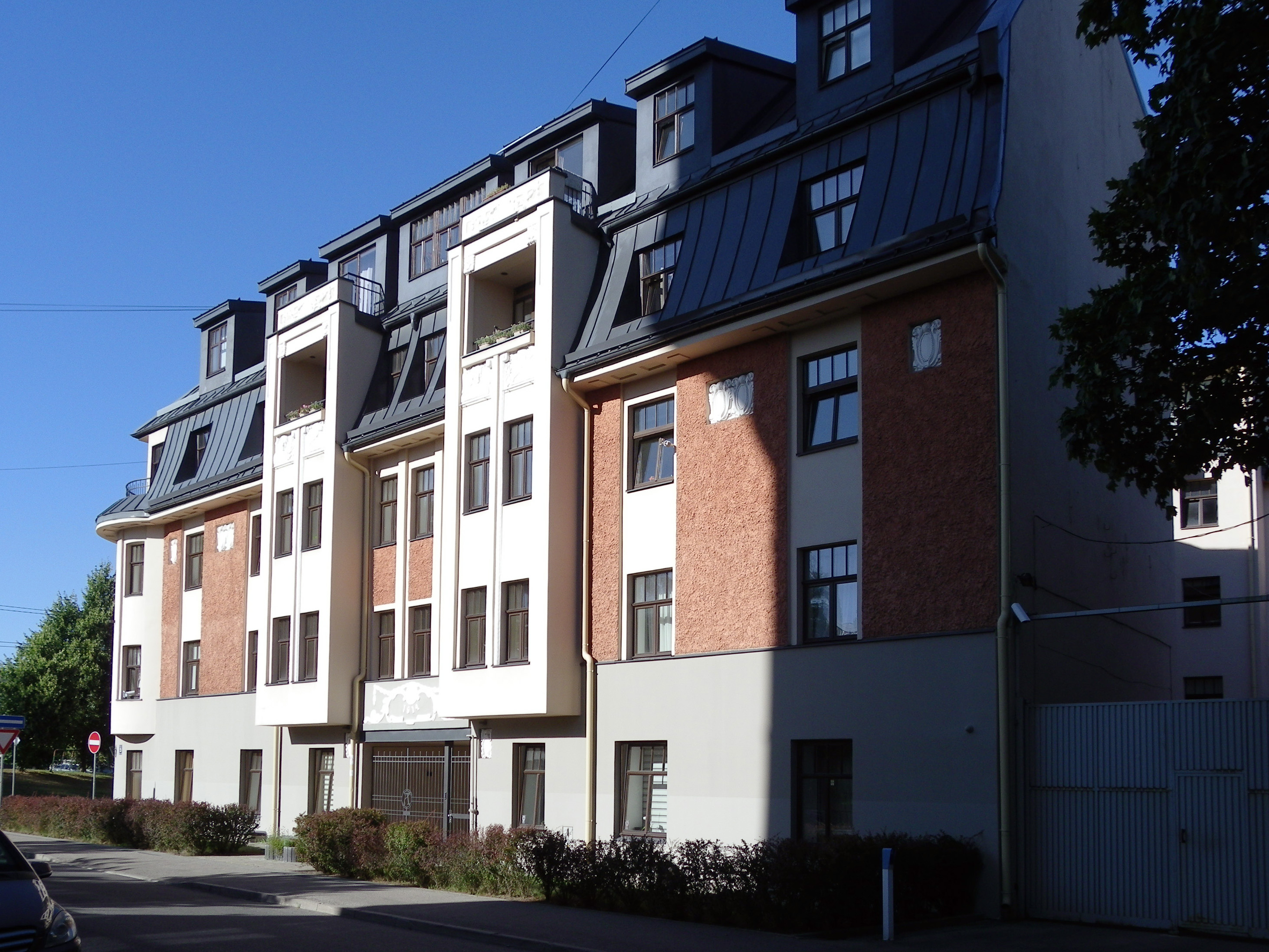
Дом № 5

## Прилегающие улицы
Улица Алисес пересекается со следующими улицами:
- улица Калнциема
- улица Кристапа
- улица Мартиня
- улица Агенскална